# Olympic Dam
Olympic Dam ist ein Bergwerk und Verarbeitungszentrum für Kupfer, Uran, Gold und Silber im Zentrum des Bundesstaates South Australia in Australien. Olympic Dam ist derzeit das größte untertägige Bergwerk Australiens. Die Lagerstätte stellt derzeit die jeweils viertgrößte bekannte Ressource für Kupfer und Gold sowie die drittgrößte bekannte Ressource für Uran dar. Zeitweise wurde eine massive Erweiterung der Produktion und die Erschließung der Lagerstätte im Tagebau vorbereitet (mittlerweile zurückgestellt). Der Eigentümer ist seit 2005 die BHP Group.

## Geografie
Bergwerk und Lagerstätte sind nach einem Wasserrückhaltebecken benannt, welches ein ortsansässiger Farmer 1956 anlegte und zu Ehren der gerade stattfindenden Olympischen Spiele Olympic Dam nannte. Der Bergbaukomplex liegt westlich des Lake-Torrens-Salzsee im Roxby Downs Municipal Council. Die etwa 2900 Beschäftigten wohnen mehrheitlich in Roxby Downs. Die Kleinstadt entstand 1987 als Arbeitersiedlung südlich des Bergbaugebiets und ist auf heute etwa 4000 Einwohner angewachsen. Die nächsten Städte sind der 30 km entfernte Opalbergbauort Andamooka und das 60 km südlich gelegene Woomera am Stuart Highway, der von Adelaide nach Darwin führt.

## Geschichte

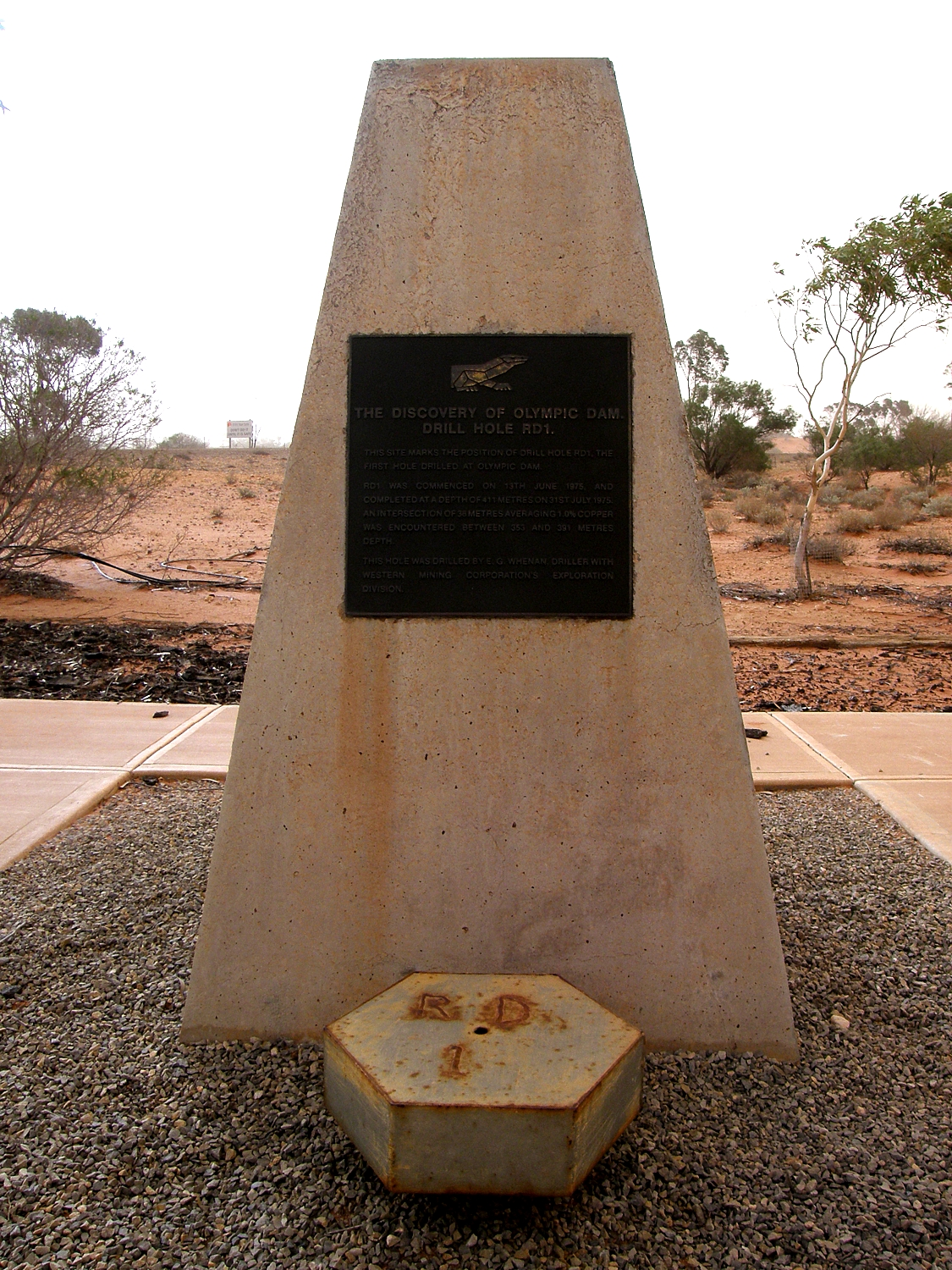
Gedenkstein am ersten Bohrloch auf Olympic Dam, RD1

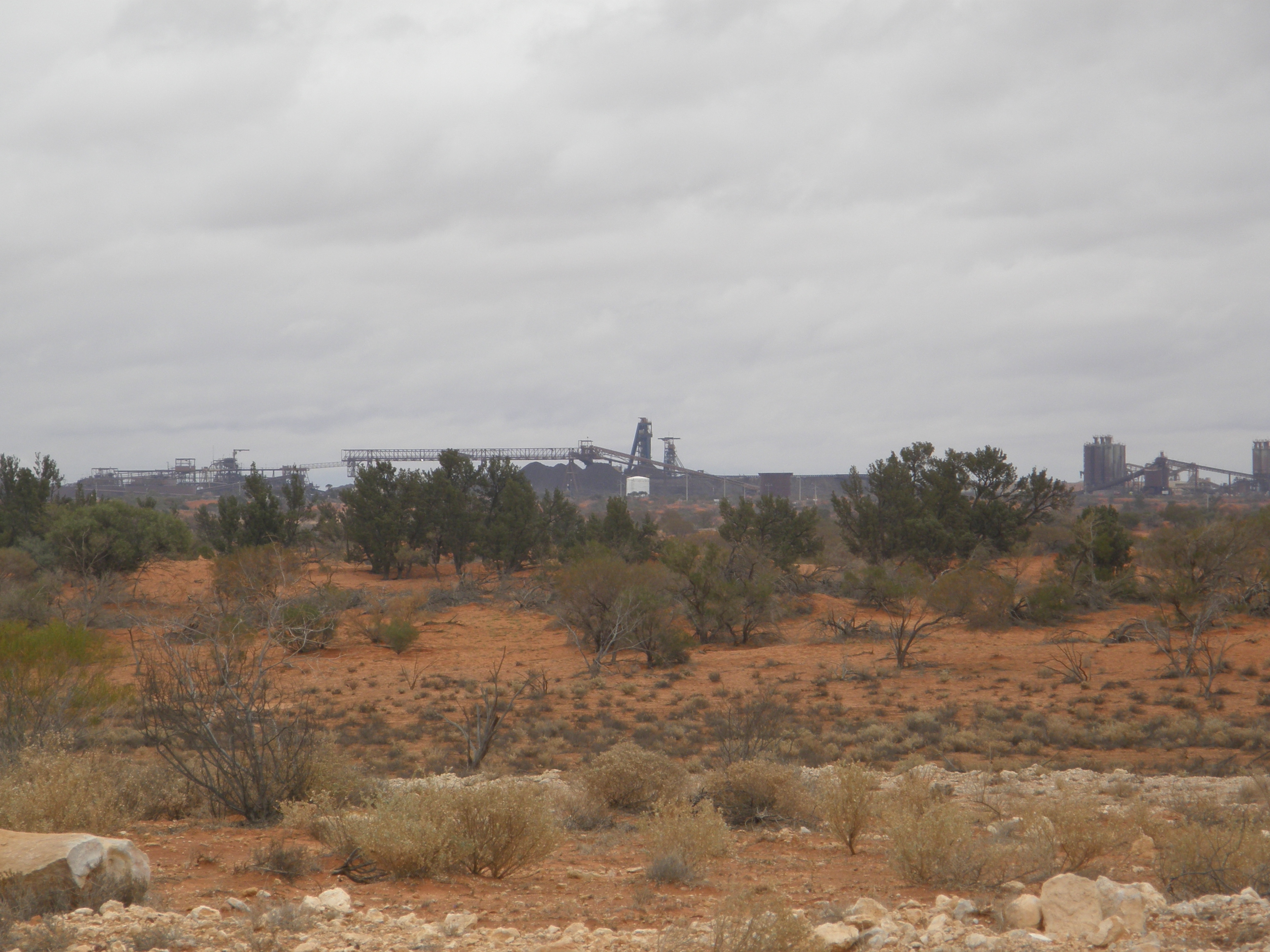
Sir Lindsay Clark und Robertson Schächte, Olympic Dam

1969 begann Western Mining (WMC) mit der Suche nach Kupferlagerstätten im Zentrum von South Australia. Nach Auswertung geophysikalischer Daten wurden 1975 die ersten erfolgreichen Erkundungsbohrungen niedergebracht. Im Jahr 1988 wurde der kommerzielle Abbau begonnen mit einer relativ bescheidenen Jahresproduktion von etwa 45.000 t Kupfer, 1.000 t Uranoxid sowie Gold und Silber als Nebenprodukte. Nach mehreren Erweiterungen liegt die Jahresproduktion heute bei 200.000 t Kupfer, 4.500 t Uranoxid, 80.000 Unzen Gold und 800.000 Unzen Silber.
Die Regierung von South Australia verabschiedete 1982 das Roxby-Downs-Gesetz, in dem das Bergwerk von verschiedenen gesetzlichen Auflagen befreit wurde. Die lokale Verwaltung, zu der ausschließlich Roxby Downs und die Olympic Dam-Mine gehören, wurden mit dieser Maßnahme mit besonderen Rechten versehen.
1999 wurde ein Vertrag zwischen WMC und mehreren Aborigines-Organisationen geschlossen, der eine Erweiterung der Bergbauflächen und den Bau einer Stromversorgung bewilligte.
Im Juni 2005 übernahm BHP Billiton für 9,2 Milliarden Australische Dollar WMC Resources. Eine Wirtschaftlichkeitsstudie untersuchte eine massive Erweiterung der Produktion. Der südliche Teil der Lagerstätte sollte dabei im Tagebau erschlossen werden. Eine zu errichtende Meerwasserentsalzungsanlage im 300 km südlich gelegenen Port Augusta sollte die derzeitige Versorgung aus fossilen Grundwasser entlasten. Im April 2009 stellte BHP Billiton die Environmental Impact Statement (Umweltverträglichkeitsprüfung) fertig und veröffentlichte diese. Im August 2012 kündete BHP an, die 30 Mrd. Dollar teure Erweiterung doch nicht in der geplanten Form durchzuführen, weil sie bei dem gefallenen Kupferpreis zu kapitalintensiv wäre.

## Lagerstätte
Olympic Dam gehört zur Gruppe der Iron-Oxide-Copper-Gold-Lagerstätten (IOCG, Eisenoxid-Kupfer-Gold), sie gilt als der Prototyp für diese Lagerstättengruppe, die vor der Entdeckung von Olympic Dam unbekannt war. Die Lagerstätte befindet sich in etwa 1,58 Milliarden Jahre alten Granit, welcher von etwa 300 m mächtigen neoproterozoischen Sedimenten überlagert wird. Hydrothermale Prozesse haben den Granit brekziiert und mit Eisen, Kupfer, Uran, Gold, Silber sowie Seltenerdmetallen angereichert.
Die Lagerstätte hat in der Aufsicht eine kreisförmige Gestalt mit einer etwa 5 km langen schmalen Verlängerung nach Nordwesten. Der Tiefbau findet derzeit in dem nordwestlichen Teilstück statt, der Tagebau soll das kreisförmige Zentrum erschließen. Die nachgewiesenen Ressourcen der Lagerstätte liegen bei 8,3 Milliarden Tonnen Erz mit 0,8 % Kupfer, 0,028 % Uranoxid und 0,5 g/t Gold. Das derzeit geförderte Erzaufkommen aus dem Nordteil enthält etwa doppelt so hohe Anteile. Die Erzlagerstätte reicht bis in eine Tiefe von mindestens 2.200 m.

## Industrielle Großanlage
Auf dem Bergwerksgelände befindet sich eine in Australien einmalige Großanlage, die einen hydrometallischen Konzentrator für Uran und Kupfer enthält, eine Schmelzhütte und elektrolytische Raffinerie umfasst.
Die Produktion von Olympic Dam im Jahr 2011 betrug 194.100 Tonnen Kupfer, 4.045 Tonnen Uranoxid, 111.368 Unzen Gold und 982.000 Unzen Silber.